# Prismatomeris memecyloides
Prismatomeris memecyloides là một loài thực vật có hoa trong họ Thiến thảo. Loài này được Craib miêu tả khoa học đầu tiên năm 1932.